# Canal de Sterksel
Le Canal de Sterksel (en néerlandais : Sterksels Kanaal) est un canal néerlandais du sud-est du Brabant-Septentrional.
Le canal double partiellement la petite rivière du Sterkselse Aa, avec laquelle il communique. Il a été creusé entre 1916 et 1920, dans le cadre des travaux de défrichement par la société anonyme De Heerlijkheid Sterksel NV. Son objectif était d'évacuer les eaux des étangs de Peelven et Turfven près de Sterksel, qui s'étendaient sur quelque 80 hectares. Les travaux ont été effectués par des réfugiés belges.